# هاري زفي تابور
هاري زفي تابور (بالعبرية: צבי תבור) هو فيزيائي إسرائيلي، اشتهر بكونه الأب المؤسس للطاقة الشمسية في إسرائيل. ويرجع إليه الفضل عمومًا في جعل برنامج الطاقة الشمسية الإسرائيلي ذو شهرة دولية.

## السيرة الذاتية
وُلِد هاري تسفي تابور في لندن سنة 1917، لأبوين هما تشارلز وريبيكا تابور. وفي شبابه، شارك في فرع المملكة المتحدة لجمعية هابونيم درور، وشارك في لم شمل الذكرى 80 في عام 2009. وفي عام 1947 تزوج من فيفين لاندو. وحصل على درجة البكالوريوس في الفيزياء من جامعة لندن والجامعة العبرية. ثم توفي في القدس في 15 ديسمبر 2015 عن عمر يناهز 98 عامًا.

## المسيرة العلمية
قرر رئيس الوزراء دافيد بن غوريون إرسال خطابًا إلى إنجلترا سنة 1949 ليعرض على تابور وظيفة في "مكتب الفيزياء والهندسة" التابع لمجلس البحوث الإسرائيلي، وقد قبلها. كانت مهمته الأولى إنشاء المختبر الفيزيائي الوطني لإسرائيل، والتي كانت فكرة تابور لأنه شعر أنه من الضروري أن يكون للدولة الجديدة ما يعادل المختبر الفيزيائي الوطني في بريطانيا لإنشاء معايير بين القياسات المختلفة المستخدمة في البلاد، وخاصة الأنظمة البريطانية والعثمانية والمترية. وبمجرد إنشاء المختبر، ركز على أبحاث الطاقة الشمسية وتطويرها.
كان له دور فعال في تطوير سخان المياه الشمسي الذي تمتلكه 95% من المنازل الإسرائيلية. وفي عام 1992 حصل على درجة الدكتوراه الفخرية من معهد وايزمان للعلوم. كانت سخانات المياه البسيطة هذه تعمل بدون مضخات، حيث يتم تسخين الماء البارد في اللوحة، والتي تعمل على مبدأ تطبيق ثرموسيفون. أصبحت هذه الوحدة بدورها هي المعيار لتسخين المياه بالطاقة الشمسية في جميع أنحاء العالم، وساعدت في ترويج تسويق تكنولوجيا الطاقة الشمسية الحرارية في الولايات المتحدة في سبعينيات القرن العشرين، حيث ألقى تابور محاضرات وعمل كمستشار لشركات الطاقة الشمسية الناشئة مثل شركة نورثروب، والتي اندمجت لاحقًا في شركة أركو سولار، والتي أصبحت تسمى شركة بي بي سولار. جرب تابور طلاءات مختلفة لتحسين امتصاص الطاقة الشمسية، مع تقليل إعادة الإشعاع، أو انبعاث الحرارة الممتصة. أدى هذا إلى تطويره لسطح "الكروم الأسود" للوح النحاسي الحامل للمياه.
تعاونت شركة تابور مع معهد المعايير الإسرائيلي لوضع إجراءات الاختبار وشهادات الأداء الرسمية بحيث لا يمكن شراء مجمع شمسي بدون شهادة "SII". ثم طور تابور والمهاجر الفرنسي لوسيان برونيكي وحدة طاقة شمسية صغيرة، وهي عبارة عن توربينات دورة رانكين العضوية، للدول النامية التي تعاني من مشاكل في شبكات الطاقة. وقد تم تصميمها لتحييد مشكلات الصيانة للمحركات الترددية بحيث تحتوي على جزء متحرك واحد فقط، وهو الدوار. وعُرض نموذج أولي بقوة 3 كيلوواط في مؤتمر الأمم المتحدة لعام 1961 بشأن مصادر الطاقة الجديدة في روما، لكنه فشل في تحقيق نجاح تجاري.

## الجوائز
- 1975: جائزة الجمعية الملكية للطاقة.
- 2014: الوسام الرئاسي للتميز.[9]